# Deerfield (condado de Franklin, Massachusetts)
Deerfield é um lugar designado pelo censo localizado no condado de Franklin no estado estadounidense de Massachusetts. No Censo de 2010 tinha uma população de 643 habitantes e uma densidade populacional de 132,83 pessoas por km².

## Geografia
Deerfield encontra-se localizado nas coordenadas 42° 32′ 52″ N, 72° 36′ 08″ O. Segundo a Departamento do Censo dos Estados Unidos, Deerfield tem uma superfície total de 4.84 km², da qual 4.76 km² correspondem a terra firme e (1.71%) 0.08 km² é água.

## Demografia
Segundo o censo de 2010, tinha 643 pessoas residindo em Deerfield. A densidade populacional era de 132,83 hab./km². Dos 643 habitantes, Deerfield estava composto pelo 91.76% brancos, o 1.71% eram afroamericanos, o 0% eram amerindios, o 2.49% eram asiáticos, o 0% eram insulares do Pacífico, o 0.31% eram de outras raças e o 3.73% pertenciam a duas ou mais raças. Do total da população o 4.35% eram hispanos ou latinos de qualquer raça.